# Yip Harburg
Edgar Yipsel (Yip) Harburg (New York, 8 april 1896 – Los Angeles, 5 maart 1981) was een Amerikaans liedschrijver en dichter. Hij is bekend geworden vanwege zijn teksten onder muziek in musicalfilms, zoals in The wizard of Oz en de Cabin in the sky. Zijn songteksten en gedichten hebben geregeld een diepere sociale betekenis.

## Biografie

### Jonge jaren
Harburg werd geboren in Lower East Side op het eiland Manhattan in New York, in een gezin van Russische orthodoxe joden. Na de dood van zijn broer en daarna van zijn moeder, stapte hij van het geloof af. Over zijn afscheid van het geloof zei hij eens: "Ik vond een vervangende tempel – het theater".
Zijn voornaam was Isodore, maar hij kreeg vanwege zijn clowneske gedrag en zijn tomeloze energie al snel de bijnaam Yipsel, dat Jiddisch is voor eekhoorn. Zijn ouders maakten hem al op jonge leeftijd bekend met kunst en theater. Hij ging naar een vrije highschool voor getalenteerde kinderen, waar hij klasgenoten had als Ira Gershwin (later songwriter) en Franklin Pierce Adams (columnist). Hij had er baantjes naast als fabrieksarbeider, krantenverkoper, aansteker van de straatlantaarns en in de winkel voor dameskleding van zijn ouders.
Na zijn studie aan het City College, vertrok hij in 1917 naar Uruguay, enerzijds om te werken maar ook om te voorkomen dat hij opgeroepen zou worden voor militaire dienst in de Eerste Wereldoorlog. Bij terugkeer werd hij mede-eigenaar van een bedrijf voor elektrische apparaten dat zijn deuren moest sluiten tijdens de beurskrach van 1929.

### Tekstdichter
Hierop leende Gershwin hem wat geld en bracht hem in contact met een aantal schrijvers en songwriters. Harburg begon zelf ook te schrijven en leverde nog hetzelfde jaar de teksten voor zes liedjes in de musical Earl Carroll's sketch book.
Samen met Jay Gorney schreef hij het lied Brother, can you spare a dime? voor de musical Americana (1932). Het werd enerzijds geprezen vanwege de kwaliteit van zijn dichtkunst en als dé Hymne van de Depressie, terwijl Republikeinen het bestempelden als antikapitalistische propaganda. Een citaat uit het gedicht luidt: "Ze zeiden dat ik een droom opbouwde met vrede en glorie in het vooruitzicht. Waarom zou ik [dan] in de rij moeten wachten voor een brood?" Het lied werd bijna uit de show geschrapt en daarnaast werden pogingen ondernomen om het van de radio te weren.
Hierna kreeg hij samen met Gorney een contract bij het filmproductiebedrijf Paramount Pictures. Hier schreef hij sindsdien decennialang teksten op de muziek van componisten als Vernon Duke en Jule Styne. De samenwerking met Harold Arlen leidde verschillende malen tot hits, zoals in het geval van It's only a paper moon (1933) en Somewhere over the rainbow (1938). Verder schreef hij teksten voor de musical Cabin in the sky (1943).

### Mccarthyisme
Hij kreeg veel lof voor zijn teksten op de muziek van Burton Lane in de musical Finian's rainbow (1947). Zoals vaker in zijn loopbaan, toonde hij hiermee zijn passie voor sociale vraagstukken. In dit geval betreft het een musical die rassenverschillen en vooroordelen onder kabouters als thema's heeft.
Hij was daarnaast ook lid van verschillende uitgesproken organisaties en werd onder meer genoemd door de Red Channels, een anticommunistisch mediabedrijf in de tijd van het mccarthyisme. Ondanks dat hij geen lid was van de Amerikaanse Communistische Partij, stond hij op een zwarte lijst van 150 mensen in de amusementswereld die er linkse idealen op na zouden houden. Hierdoor kwam hij ook op een zwarte lijst te staan van de filmindustrie en werd hem het paspoort ingetrokken.

### Vervolg
Desondanks wist hij werkzaam te blijven als dichter en tekstschrijver van musicals, waaronder op muziek van Arlen voor de musical Jamaica (1957) met Lena Horne in de hoofdrol. Verder schreef hij samen met Arlen muziek uit de nadagen van zangeres Judy Garland, zoals het nummer Paris is a lonely town uit de tekenfilm Gay purr-ee (1962) en de titelsong van haar laatste film I could go on singing (1963).
Ook werkte hij samen met de componist Jule Styne aan de musical Darling of the day (1968) en schreef hij het nummer Silent spring naar aanleiding van de moord op Martin Luther King.
Hij won verschillende prijzen, waaronder drie Oscars voor beste originele nummer (1938, 1943 en 1945). In 1971 werd hij opgenomen in de Songwriters Hall of Fame. In 1981 overleed hij in Los Angeles als gevolg van een auto-ongeluk. Harburg is 84 jaar oud geworden.
- Bibsys: 2081027
- Biblioteca Nacional de España: XX1492405
- Bibliothèque nationale de France: cb13798046w (data)
- CiNii: DA13032509
- Gemeinsame Normdatei: 11919158X
- International Standard Name Identifier: 0000 0001 1701 3279
- Library of Congress Control Number: n85342788
- Nationale Bibliotheek van Letland: 000058086
- MusicBrainz: 42e52c03-27bb-4545-8924-cabff6fab531
- Bibliotheek van het Japanse parlement: 001155322
- Nationale Bibliotheek van Tsjechië: kv2006277198
- Nationale bibliotheek van Australië: 35239316
- Nationale Bibliotheek van Israël: 987007302972405171
- Nationale en Universitaire bibliotheek Zagreb: 000050852
- Nederlandse Thesaurus van Auteursnamen: 114488584
- Réseau des bibliothèques de Suisse occidentale: 02-A011590877
- SNAC: w6q9253m
- Trove: 877568
- Virtual International Authority File: 120709724
- WorldCat: E39PBJhxp6gR7TvMtfTdX7Ytrq